# Trzebca
Trzebca – wieś w Polsce położona w województwie łódzkim, w powiecie pajęczańskim, w gminie Nowa Brzeźnica.
W latach 1975–1998 miejscowość administracyjnie należała do województwa częstochowskiego.
W skład sołectwa wchodzi przysiółek Orczuchy (28 mieszkańców).
Leży nad rzeką Czarną Okszą, tradycyjnie nazywaną Kocinką.
Przez miejscowość przebiega czerwony szlak pieszy. Jest to wieś w przewadze turystyczna, jednakże nie ma ofert noclegowych. Około 3 kilometrów od wsi, w miejscowości Kule znajduje się kilka sezonowych ośrodków wczasowych. 